# Porcupine River
Der Porcupine River (Porcupine: englisch für Baumstachler) ist ein 721 Kilometer langer Fluss im kanadischen Yukon-Territorium und im US-Bundesstaat Alaska.

## Geografie
Seine Quellflüsse, Miner River und Whitestone River, entspringen in den West Nahoni Mountains beziehungsweise in den nördlich davon gelegenen Porcupine River Ranges. Sie vereinigen sich unweit von Whitestone Village, an der Grenze des Ni'iinlii Njik (Fishing Branch) Territorial Parks. Von dort fließt der Porcupine River zunächst nordwärts, dann in südwestlicher Richtung, passiert die Ortschaft Old Crow und mündet bei Fort Yukon in Alaska in den Yukon River. Im Unterlauf durchfließt der Fluss das Yukon Flats National Wildlife Refuge. Das Einzugsgebiet des Porcupine River beträgt 117.900 km², davon befinden sich 61.400 km² in Kanada.

## Allgemeines
Die Porcupine-Karibu-Herde, die durch die geplanten Ölförderungen im Arctic National Wildlife Refuge in Alaska bedroht ist, ist nach dem Fluss benannt.
Der älteste (aber auch umstrittene) Nachweis menschlicher Behausung in Nordamerika wurde in einer Höhle an einem Zufluss des Porcupine Rivers gefunden. Man fand eine große Anzahl von Tierknochen in den Bluefish Caves, die von Menschen bearbeitet worden waren. Durch die Radiokohlenstoffdatierung wurde ihr Alter auf 25.000–40.000 Jahre datiert, einige Tausend Jahre früher, als man die ersten menschlichen Siedlungen in Nordamerika annahm.